# Oreodera charisoma
Oreodera charisoma är en skalbaggsart som beskrevs av Lane 1955. Oreodera charisoma ingår i släktet Oreodera och familjen långhorningar. Inga underarter finns listade i Catalogue of Life.